# Liste des sites et monuments classés de la wilaya de Laghouat
Cet article présente une liste des sites et monuments classés de la wilaya de Laghouat, en Algérie.

## Liste
| Id     | Identification du bien                                                                 | Datation        | Commune | Coordonnées                      | Catégorie du classement                     | Mesures et date de protection | Date de publication au Journal Officiel                               | Illustration    |                       |
| ------ | -------------------------------------------------------------------------------------- | --------------- | --- | -------------------------------- | ------------------------------------------- | --- | --------------------------------------------------------------------- | --------------- | --------------------- |
| 03-001 | Centrale électrique diesel de Laghouat                                                 | Contemporaine   | Laghouat | à géolocaliser                   | Classé                                      | Classé parmi les sites et monuments historiques par arrêté du 03/11/1999, après avis favorable de la commission nationale des monuments historiques émis lors de ses réunions du 18/04/1987, du 7/03/1988, du 17/06/1990, du 30/12/1991, du 19/01/1995, du 05/03/1996, du 13/05/1997, du 24/12/1997, du 24/12/1997, et du 26/07/1998. | N° 87 du 08/12/1999                                                   | Image manquante | Télécharger une image |
| 03-002 | Dessins rupestres d’El Ghicha (station rupestre d’Ain Sfissifa)                        | Préhistorique   | El Ghicha | 33° 55′ 04″ nord, 2° 04′ 36″ est | Classé                                      | Classé parmi les sites et monuments historiques en date du 06/03/1913, Conformément à l’article 62 de l’ordonnance N° 67-281 du 20/12/1967 | N° 07 du 23/01/1968                                                   |                 | Télécharger une image |
| 03-003 | Site d'El Hasbahia                                                                     | Préhistorique   | Sidi Makhlouf | 34° 03′ 21″ nord, 3° 04′ 38″ est | Classé                                      | Classé parmi les sites historiques par arrêté du 01/02/1982, après avis favorable de la commission nationale des monuments et sites historiques tenu le 27/12/1978. | N° 18 du 04/05/1982                                                   | Image manquante | Télécharger une image |
| 03-004 | Site Oued Remallia (Gravures rupestres)                                                | Préhistorique   | Sidi Makhlouf | à géolocaliser                   | Classé                                      | Classé parmi les sites historiques par arrêté du 19/10/1982, après avis favorable de la commission nationale des monuments et sites historiques tenu le 26/12/1979. | N° 48 du 30/11/1982                                                   | Image manquante | Télécharger une image |
| 03-005 | Zaouïa Tidjania                                                                        | Médiévale       | Ain Madhi | à géolocaliser                   | Classé                                      | Classé parmi les sites et monuments historiques par arrêté du 03/11/1999, après avis favorable de la commission nationale des monuments historiques émis lors de ses réunions du 18/04/1987, du 7/03/1988, du 17/06/1990, du 30/12/1991, du 19/01/1995, du 05/03/1996, du 13/05/1997, du 24/12/1997, du 24/12/1997, et du 26/07/1998. | N° 87 du 08/12/1999                                                   | Image manquante | Télécharger une image |
| 03-006 | Bordj Tizagrarine ex Bouscaren                                                         | Contemporaine   | Laghouat | à géolocaliser                   | Inscription sur l'inventaire supplémentaire | Inscrit sur l’inventaire supplémentaire Arrêté signé par le wali N° 603 du 29 /05/2011 | Arrêté non pub au journal officiel                                    | Image manquante | Télécharger une image |
| 03-007 | Fawhat Nitikiya (site Naturel)                                                         | Aucune datation | Hassi Delaa | à géolocaliser                   | Inscription sur l'inventaire supplémentaire | Inscrit sur l’inventaire supplémentaire Arrêté signé par le wali N° 371 du 28 /02/2012 | Arrêté non pub au journal officiel                                    | Image manquante | Télécharger une image |
| 03-008 | Gravures rupestres El Maktouba                                                         | Préhistorique   | Brida | à géolocaliser                   | Inscription sur l'inventaire supplémentaire | Inscrit sur l’inventaire supplémentaire Arrêté signé par le wali N° 371 du 28 /02/2012 | Arrêté non pub au journal officiel                                    | Image manquante | Télécharger une image |
| 03-009 | Gravures rupestres El Safssifa                                                         | Préhistorique   | El Ghicha | à géolocaliser                   | Inscription sur l'inventaire supplémentaire | Inscrit sur l’inventaire supplémentaire Arrêté signé par le wali N° 371 du 28 /02/2012 | Arrêté non pub au journal officiel                                    | Image manquante | Télécharger une image |
| 03-010 | Ksar El Hirane                                                                         | Médiévale       | Ksar El Hirane | à géolocaliser                   | Inscription sur l'inventaire supplémentaire | Inscrit sur l’inventaire supplémentaire Arrêté signé par le wali N° 371 du 28 /02/2012 | Arrêté non pub au journal officiel                                    | Image manquante | Télécharger une image |
| 03-011 | Ksar Ain Madhi                                                                         | Médiévale       | Ain Madhi | à géolocaliser                   | Inscription sur l'inventaire supplémentaire | Inscrit sur l’inventaire supplémentaire Arrêté signé par le wali N° 371 du 28 /02/2012 | Arrêté non pub au journal officiel                                    | Image manquante | Télécharger une image |
| 03-012 | Ksar El Assafia                                                                        | Médiévale       | El Assafia | à géolocaliser                   | Inscription sur l'inventaire supplémentaire | Inscrit sur l’inventaire supplémentaire Arrêté signé par le wali N° 371 du 28 /02/2012 | Arrêté non pub au journal officiel                                    | Image manquante | Télécharger une image |
| 03-013 | Ksar El Houaita                                                                        | Médiévale       | El Houaita | à géolocaliser                   | Inscription sur l'inventaire supplémentaire | Inscrit sur l’inventaire supplémentaire Arrêté signé par le wali N° 371 du 28 /02/2012 | Arrêté non pub au journal officiel                                    | Image manquante | Télécharger une image |
| 03-014 | Ksar Tajmout                                                                           | Médiévale       | Tadjemout | à géolocaliser                   | Inscription sur l'inventaire supplémentaire | Inscrit sur l’inventaire supplémentaire Arrêté signé par le wali N° 371 du 28 /02/2012 | Arrêté non pub au journal officiel                                    | Image manquante | Télécharger une image |
| 03-015 | Ksar Tajrouna                                                                          | Médiévale       | Tadjemout | à géolocaliser                   | Inscription sur l'inventaire supplémentaire | Inscrit sur l’inventaire supplémentaire Arrêté signé par le wali N° 371 du 28 /02/2012 | Arrêté non pub au journal officiel                                    | Image manquante | Télécharger une image |
| 03-016 | Ksar Taouiala                                                                          | Médiévale       | Taouiala | à géolocaliser                   | Inscription sur l'inventaire supplémentaire | Inscrit sur l’inventaire supplémentaire Arrêté signé par le wali N° 371 du 28 /02/2012 | Arrêté non pub au journal officiel                                    | Image manquante | Télécharger une image |
| 03-017 | Reste d’un ksar -Ksar El Ghaba                                                         | Protohistorique | Sidi Bouzid | à géolocaliser                   | Inscription sur l'inventaire supplémentaire | Inscrit sur l’inventaire supplémentaire Arrêté signé par le wali N° 371 du 28 /02/2012 | Arrêté non pub au journal officiel                                    | Image manquante | Télécharger une image |
| 03-018 | Reste des Ksours -Ksar Aknab                                                           | Protohistorique | Hadj Mechri | à géolocaliser                   | Inscription sur l'inventaire supplémentaire | Inscrit sur l’inventaire supplémentaire Arrêté signé par le wali N° 371 du 28 /02/2012 | Arrêté non pub au journal officiel                                    | Image manquante | Télécharger une image |
| 03-019 | Reste des Ksours -Ksar Beni Rached                                                     | Protohistorique | Hadj Mechri | à géolocaliser                   | Inscription sur l'inventaire supplémentaire | Inscrit sur l’inventaire supplémentaire Arrêté signé par le wali N° 371 du 28 /02/2012 | Arrêté non pub au journal officiel                                    | Image manquante | Télécharger une image |
| 03-020 | Reste des ksours Berberes Ksar Seloum                                                  | Protohistorique | Brida | à géolocaliser                   | Inscription sur l'inventaire supplémentaire | Inscrit sur l’inventaire supplémentaire Arrêté signé par le wali N° 371 du 28 /02/2012 | Arrêté non pub au journal officiel                                    | Image manquante | Télécharger une image |
| 03-021 | Reste des Ksours Berberes - Ksar Tadmama                                               | Protohistorique | Sebgag | à géolocaliser                   | Inscription sur l'inventaire supplémentaire | Inscrit sur l’inventaire supplémentaire Arrêté signé par le wali N° 371 du 28 /02/2012 | Arrêté non pub au journal officiel                                    | Image manquante | Télécharger une image |
| 03-022 | Reste des ksours Berberes -Ksar Klil                                                   | Protohistorique | Sebgag | à géolocaliser                   | Inscription sur l'inventaire supplémentaire | Inscrit sur l’inventaire supplémentaire Arrêté signé par le wali N° 371 du 28 /02/2012 | Arrêté non pub au journal officiel                                    | Image manquante | Télécharger une image |
| 03-023 | Reste des ksours Berberes Ksar Beni Rached                                             | Protohistorique | Sebgag | à géolocaliser                   | Inscription sur l'inventaire supplémentaire | Inscrit sur l’inventaire supplémentaire Arrêté signé par le wali N° 371 du 28 /02/2012 | Arrêté non pub au journal officiel                                    | Image manquante | Télécharger une image |
| 03-024 | Reste des ksours Berberes Ksar Beni Zeghdou 01                                         | Protohistorique | Brida | à géolocaliser                   | Inscription sur l'inventaire supplémentaire | Inscrit sur l’inventaire supplémentaire Arrêté signé par le wali N° 371 du 28 /02/2012 | Arrêté non pub au journal officiel                                    | Image manquante | Télécharger une image |
| 03-025 | Reste des ksours Berberes Ksar Beni Zeghdou 02                                         | Protohistorique | Brida | à géolocaliser                   | Inscription sur l'inventaire supplémentaire | Inscrit sur l’inventaire supplémentaire Arrêté signé par le wali N° 371 du 28 /02/2012 | Arrêté non pub au journal officiel                                    | Image manquante | Télécharger une image |
| 03-026 | Reste des ksours Berberes Ksar de l’ancienne Taouiala 01                               | Protohistorique | Taouiala | à géolocaliser                   | Inscription sur l'inventaire supplémentaire | Inscrit sur l’inventaire supplémentaire Arrêté signé par le wali N° 371 du 28 /02/2012 | Arrêté non pub au journal officiel                                    | Image manquante | Télécharger une image |
| 03-027 | Reste des ksours Berberes Ksar Ghar El Baroud                                          | Protohistorique | Beidha | à géolocaliser                   | Inscription sur l'inventaire supplémentaire | Inscrit sur l’inventaire supplémentaire Arrêté signé par le wali N° 371 du 28 /02/2012 | Arrêté non pub au journal officiel                                    | Image manquante | Télécharger une image |
| 03-028 | Reste des ksours Berberes Ksar Karsifa                                                 | Protohistorique | Taouiala | à géolocaliser                   | Inscription sur l'inventaire supplémentaire | Inscrit sur l’inventaire supplémentaire Arrêté signé par le wali N° 371 du 28 /02/2012 | Arrêté non pub au journal officiel                                    | Image manquante | Télécharger une image |
| 03-029 | Reste des ksours Berberes Ksar Kef Ettir                                               | Protohistorique | Taouiala | à géolocaliser                   | Inscription sur l'inventaire supplémentaire | Inscrit sur l’inventaire supplémentaire Arrêté signé par le wali N° 371 du 28 /02/2012 | Arrêté non pub au journal officiel                                    | Image manquante | Télécharger une image |
| 03-030 | Reste des ksours Berberes Ksar Labiadh                                                 | Protohistorique | Beidha | à géolocaliser                   | Inscription sur l'inventaire supplémentaire | Inscrit sur l’inventaire supplémentaire Arrêté signé par le wali N° 371 du 28 /02/2012 | Arrêté non pub au journal officiel                                    | Image manquante | Télécharger une image |
| 03-031 | Reste des ksours Berberes Ksar Lahmam                                                  | Protohistorique | Taouiala | à géolocaliser                   | Inscription sur l'inventaire supplémentaire | Inscrit sur l’inventaire supplémentaire Arrêté signé par le wali N° 371 du 28 /02/2012 | Arrêté non pub au journal officiel                                    | Image manquante | Télécharger une image |
| 03-032 | Reste des ksours Berberes Ksar Laktef                                                  | Protohistorique | Oued Morra | à géolocaliser                   | Inscription sur l'inventaire supplémentaire | Inscrit sur l’inventaire supplémentaire Arrêté signé par le wali N° 371 du 28 /02/2012 | Arrêté non pub au journal officiel                                    | Image manquante | Télécharger une image |
| 03-033 | Reste des ksours Berberes Ksar Ouazaha                                                 | Protohistorique | Gueltat Sidi Saad | à géolocaliser                   | Inscription sur l'inventaire supplémentaire | Inscrit sur l’inventaire supplémentaire Arrêté signé par le wali N° 371 du 28 /02/2012 | Arrêté non pub au journal officiel                                    | Image manquante | Télécharger une image |
| 03-034 | Reste des ksours Berberes Ksar R’ha                                                    | Protohistorique | El Ghicha | à géolocaliser                   | Inscription sur l'inventaire supplémentaire | Inscrit sur l’inventaire supplémentaire Arrêté signé par le wali N° 371 du 28 /02/2012 | Arrêté non pub au journal officiel                                    | Image manquante | Télécharger une image |
| 03-035 | Reste des ksours Berberes Ksar Sidi Lahcen                                             | Protohistorique | Beidha | à géolocaliser                   | Inscription sur l'inventaire supplémentaire | Inscrit sur l’inventaire supplémentaire Arrêté signé par le wali N° 371 du 28 /02/2012 | Arrêté non pub au journal officiel                                    | Image manquante | Télécharger une image |
| 03-036 | Reste des ksours Berberes Ksar Sidi Lalek                                              | Protohistorique | Beidha | à géolocaliser                   | Inscription sur l'inventaire supplémentaire | Inscrit sur l’inventaire supplémentaire Arrêté signé par le wali N° 371 du 28 /02/2012 | Arrêté non pub au journal officiel                                    | Image manquante | Télécharger une image |
| 03-037 | Reste des ksours Berberes Ksar Tamda                                                   | Protohistorique | Gueltat Sidi Saad | à géolocaliser                   | Inscription sur l'inventaire supplémentaire | Inscrit sur l’inventaire supplémentaire Arrêté signé par le wali N° 371 du 28/02/2012 | Arrêté non pub au journal officiel                                    | Image manquante | Télécharger une image |
| 03-038 | Reste des ksours Berberes Khenguet Sidi Ibrahim                                        | Protohistorique | Tadjrouna | à géolocaliser                   | Inscription sur l'inventaire supplémentaire | Inscrit sur l’inventaire supplémentaire Arrêté signé par le wali N° 371 du 28 /02/2012 | Arrêté non pub au journal officiel                                    | Image manquante | Télécharger une image |
| 03-039 | Reste des ksours Berberes-Ksar Azkam                                                   | Protohistorique | Taouiala | à géolocaliser                   | Inscription sur l'inventaire supplémentaire | Inscrit sur l’inventaire supplémentaire Arrêté signé par le wali N° 371 du 28 /02/2012 | Arrêté non pub au journal officiel                                    | Image manquante | Télécharger une image |
| 03-040 | Reste des ksours Berberes-Ksar de l’ancienne Taouiala 02                               | Protohistorique | Taouiala | à géolocaliser                   | Inscription sur l'inventaire supplémentaire | Inscrit sur l’inventaire supplémentaire Arrêté signé par le wali N° 371 du 28 /02/2012 | Arrêté non pub au journal officiel                                    | Image manquante | Télécharger une image |
| 03-041 | Site archéologique Ben Amouche                                                         | Préhistorique   | Brida | à géolocaliser                   | Inscription sur l'inventaire supplémentaire | Inscrit sur l’inventaire supplémentaire Arrêté signé par le wali N° 371 du 28 /02/2012 | Arrêté non pub au journal officiel                                    | Image manquante | Télécharger une image |
| 03-042 | Site archéologique Boujabna                                                            | Préhistorique   | Brida | à géolocaliser                   | Inscription sur l'inventaire supplémentaire | Inscrit sur l’inventaire supplémentaire Arrêté signé par le wali N° 371 du 28 /02/2012 | Arrêté non pub au journal officiel                                    | Image manquante | Télécharger une image |
| 03-043 | Site archéologique Charef                                                              | Préhistorique   | Taouiala | à géolocaliser                   | Inscription sur l'inventaire supplémentaire | Inscrit sur l’inventaire supplémentaire Arrêté signé par le wali N° 371 du 28 /02/2012 | Arrêté non pub au journal officiel                                    | Image manquante | Télécharger une image |
| 03-044 | Site archéologique Dhaya Ben El Bakra                                                  | Préhistorique   | Brida | à géolocaliser                   | Inscription sur l'inventaire supplémentaire | Inscrit sur l’inventaire supplémentaire Arrêté signé par le wali N° 371 du 28 /02/2012 | Arrêté non pub au journal officiel                                    | Image manquante | Télécharger une image |
| 03-045 | Site archéologique El Djerf                                                            | Préhistorique   | Brida | à géolocaliser                   | Inscription sur l'inventaire supplémentaire | Inscrit sur l’inventaire supplémentaire Arrêté signé par le wali N° 371 du 28 /02/2012 | Arrêté non pub au journal officiel                                    | Image manquante | Télécharger une image |
| 03-046 | Site archéologique El Harmalia                                                         | Préhistorique   | El Ghicha | à géolocaliser                   | Inscription sur l'inventaire supplémentaire | Inscrit sur l’inventaire supplémentaire Arrêté signé par le wali N° 371 du 28 /02/2012 | Arrêté non pub au journal officiel                                    | Image manquante | Télécharger une image |
| 03-047 | Site archéologique El Jilioua 01                                                       | Préhistorique   | Taouiala | à géolocaliser                   | Inscription sur l'inventaire supplémentaire | Inscrit sur l’inventaire supplémentaire Arrêté signé par le wali N° 371 du 28 /02/2012 | Arrêté non pub au journal officiel                                    | Image manquante | Télécharger une image |
| 03-048 | Site archéologique El Jilioua 02                                                       | Préhistorique   | Taouiala | à géolocaliser                   | Inscription sur l'inventaire supplémentaire | Inscrit sur l’inventaire supplémentaire Arrêté signé par le wali N° 371 du 28 /02/2012 | Arrêté non pub au journal officiel                                    | Image manquante | Télécharger une image |
| 03-049 | Site archéologique El Khettara                                                         | Préhistorique   | El Ghicha | à géolocaliser                   | Inscription sur l'inventaire supplémentaire | Inscrit sur l’inventaire supplémentaire Arrêté signé par le wali N° 371 du 28 /02/2012 | Arrêté non pub au journal officiel                                    | Image manquante | Télécharger une image |
| 03-050 | Site archéologique El Moukarnassa                                                      | Préhistorique   | Sebgag | à géolocaliser                   | Inscription sur l'inventaire supplémentaire | Inscrit sur l’inventaire supplémentaire Arrêté signé par le wali N° 371 du 28 /02/2012 | Arrêté non pub au journal officiel                                    | Image manquante | Télécharger une image |
| 03-051 | Site archéologique El Rahae                                                            | Préhistorique   | El Ghicha | à géolocaliser                   | Inscription sur l'inventaire supplémentaire | Inscrit sur l’inventaire supplémentaire Arrêté signé par le wali N° 371 du 28 /02/2012 | Arrêté non pub au journal officiel                                    | Image manquante | Télécharger une image |
| 03-052 | Site archéologique Ghar El Mae                                                         | Préhistorique   | Brida | à géolocaliser                   | Inscription sur l'inventaire supplémentaire | Inscrit sur l’inventaire supplémentaire Arrêté signé par le wali N° 371 du 28 /02/2012 | Arrêté non pub au journal officiel                                    | Image manquante | Télécharger une image |
| 03-053 | Site archéologique Hajret El Ghezlane                                                  | Préhistorique   | Tadjrouna | à géolocaliser                   | Inscription sur l'inventaire supplémentaire | Inscrit sur l’inventaire supplémentaire Arrêté signé par le wali N° 371 du 28 /02/2012 | Arrêté non pub au journal officiel                                    | Image manquante | Télécharger une image |
| 03-054 | Site archéologique Hajret Sbae                                                         | Préhistorique   | El Ghicha | à géolocaliser                   | Inscription sur l'inventaire supplémentaire | Inscrit sur l’inventaire supplémentaire Arrêté signé par le wali N° 371 du 28 /02/2012 | Arrêté non pub au journal officiel                                    | Image manquante | Télécharger une image |
| 03-055 | Site archéologique Kankab                                                              | Préhistorique   | Taouiala | à géolocaliser                   | Inscription sur l'inventaire supplémentaire | Inscrit sur l’inventaire supplémentaire Arrêté signé par le wali N° 371 du 28 /02/2012 | Arrêté non pub au journal officiel                                    | Image manquante | Télécharger une image |
| 03-056 | Site archéologique Kherk El Hilal                                                      | Préhistorique   | Sebgag | à géolocaliser                   | Inscription sur l'inventaire supplémentaire | Inscrit sur l’inventaire supplémentaire Arrêté signé par le wali N° 371 du 28 /02/2012 | Arrêté non pub au journal officiel                                    | Image manquante | Télécharger une image |
| 03-057 | Site archéologique Kherk El Souk                                                       | Préhistorique   | Sebgag | à géolocaliser                   | Inscription sur l'inventaire supplémentaire | Inscrit sur l’inventaire supplémentaire Arrêté signé par le wali N° 371 du 28 /02/2012 | Arrêté non pub au journal officiel                                    | Image manquante | Télécharger une image |
| 03-058 | Site archéologique Oued El Kettib                                                      | Préhistorique   | Tadjrouna | à géolocaliser                   | Inscription sur l'inventaire supplémentaire | Inscrit sur l’inventaire supplémentaire Arrêté signé par le wali N° 371 du 28 /02/2012 | Arrêté non pub au journal officiel                                    | Image manquante | Télécharger une image |
| 03-059 | Site archéologique Tamlakt                                                             | Préhistorique   | Brida | à géolocaliser                   | Inscription sur l'inventaire supplémentaire | Inscrit sur l’inventaire supplémentaire Arrêté signé par le wali N° 371 du 28 /02/2012 | Arrêté non pub au journal officiel                                    | Image manquante | Télécharger une image |
| 03-060 | Site archéologique Tighrist                                                            | Préhistorique   | Sebgag | à géolocaliser                   | Inscription sur l'inventaire supplémentaire | Inscrit sur l’inventaire supplémentaire Arrêté signé par le wali N° 371 du 28 /02/2012 | Arrêté non pub au journal officiel                                    | Image manquante | Télécharger une image |
| 03-061 | Site archéologique Zriket                                                              | Préhistorique   | Oued Morra | à géolocaliser                   | Inscription sur l'inventaire supplémentaire | Inscrit sur l’inventaire supplémentaire Arrêté signé par le wali N° 371 du 28 /02/2012 | Arrêté non pub au journal officiel                                    | Image manquante | Télécharger une image |
| 03-062 | Parc Culturel de l’Atlas saharien (Laghouat, Biskra, Djelfa, M'Sila, El Bayadh ,Naâma) | Aucune datation | Laghouat, Ksar El Hirane, Mekhareg, Sidi Makhlouf, Ain Madhi, Tadjemout Kheneg, Gueltat Sidi Saad, Ain Sidi Ali, Beidha, Brida, El Ghicha, Hadj Mechri, Sebgag, Taouiala, Tadjrouna, Aflou, El Assafia, Oued Morra, Oued M'Zi, El Houaita, Sidi Bouzid | à géolocaliser                   | Parc culturel                               | Crée et délimité en parc culturel par Décret Exécutif n° 08-157 du 28/05/2008, après avis favorable de la commission nationale des biens culturels lors de ses réunions du 18/04/2005, 02/05/2005, 20/06/2005, 03 et 13/07/2005. | N° 28 du 01/06/2008 portant création et délimitation du parc culturel | Image manquante | Télécharger une image |
| 03-063 | Vieux Ksar de Laghouat                                                                 | Médiévale       | Laghouat | à géolocaliser                   | Secteur sauvegardé                          | Créé et délimité en secteur sauvegardé par Décret Exécutif n° 11-141 du 28/03/2011, après avis favorable de la commission nationale des biens culturels tenu le 17/12/2008. | N° 20 du 30/03/2011                                                   | Image manquante | Télécharger une image |
| 03-064 | Rocher Fromentin                                                                       | Aucune datation | Laghouat | à géolocaliser                   | Sites naturels                              | Classé Parmi les Sites naturels en date du 27/11/1950, Conformément à l’article 62 de l’ordonnance N° 67-281 du 20/12/1967 | N° 07 du 23/01/1968                                                   | Image manquante | Télécharger une image |